# كنونو
كنونو (بالألمانية: Knonau) هي بلدية ضمن مقاطعة أفولتن في كانتون زيورخ بسويسرا. تُقدر مساحتها ب6.48 كيلومتر مربع، ويقدر عدد سكانها بـ 2305 نسمة (حسب تعداد ديسمبر 2017).